# Janisław Królikowski
Janisław Królikowski (ur. 22 czerwca 1814 w Krakowie, zm. w 1889 w Warszawie), nauczyciel i malarz polski. Ojciec Dobiesława Królikowskiego.
Malarstwa uczył się w Krakowie, Rzymie i Florencji. Od r. 1847 uczył rysunków w gimnazjum w Kielcach. Przez kilka latu utrzymywał się z malarstwa w Warszawie, by następnie podjąć pracę nauczyciela rysunków w gimnazjum w Łęczycy. W 1870 został nauczycielem w Instytucie Głuchoniemych, pracował tam do końca życia.
Był portrecistą, uprawiał malarstwo religijne. Wykonał m.in. portrety dyrekcji i pracowników Instytutu Głuchoniemych.